# آندروماخوس مهتر
آندروماخوس مهتر یا آندروماخوس کرتی پزشک و داروگر یونانی قرن اول میلادی بود.
او مدتی به عنوان پزشک نرون (امپراتور از ۵۴ تا ۶۸ میلادی) خدمت کرد. اهمیت او بدان سبب است که تریاکیهٔ او کاملاً بر اثر میتریدات سبقت جست. او تریاکیهٔ خود را در منظومه ای حاوی ۱۷۴ بیت بیان کرد.